# Дімітріос Кулуріс
Дімітріос Кулуріс (22 квітня 1991) — грецький плавець.
Учасник Олімпійських Ігор 2016 року.